# Kantig krabbspindel
Kantig krabbspindel (Thomisus onustus) är en spindelart som beskrevs av Charles Athanase Walckenaer 1805. Kantig krabbspindel ingår i släktet Thomisus, och familjen krabbspindlar. Enligt den svenska rödlistan är arten nära hotad i Sverige. Arten förekommer på Gotland. Artens livsmiljö är skogslandskap, jordbrukslandskap. Utöver nominatformen finns också underarten T. o. meridionalis.